# Dementia Care Mapping
Dementia Care Mapping (DCM, engl.: Standortbestimmung der Pflege dementiell Erkrankter) ist ein in England von Tom Kitwood und Kathleen Bredin entwickeltes Evaluations- und  Beobachtungsverfahren, das zur Optimierung der person-zentrierten Pflege von an Demenz erkrankten Menschen dient.
Sich in die Lage von jemandem zu versetzen, der mit einer Demenz lebt, ist nicht einfach. DCM ist ein Instrument, Pflegepersonen/Pflegeteams dabei zu helfen, bei der Beurteilung der Qualität genau dies zu tun.
DCM fördert den Lernprozess in Person-zentrierter Haltung, die Teamentwicklung in der Praxis und damit die Lebensqualität von Menschen mit Demenz. Daraus resultiert eine hohe Arbeitszufriedenheit der Pflegenden.

## Entstehung
Der Sozialpsychologe Tom Kitwood entwickelte gemeinsam mit Kathleen Bredin und einer Gruppe von Statistikern, Psychologen, Soziologen und Pflegewissenschaftlern in den 1990ern an der University Bradford UK das DCM. Es wurde als Methode der qualitativen Sozialforschung konzipiert. Es dient der Entwicklung und Verbesserung der gerontopsychiatrischen Pflege und der Pflegekultur.
Es wurde von Christian Müller-Hergl nach Deutschland transportiert. Gemeinsam mit den Pflegewissenschaftlern Dr. Claudia Zemlin, Detlef Rüsing und Johannes Dijk werden Kurse an der Universität Witten-Herdecke angeboten.
In der deutschsprachigen Schweiz bietet Careum Weiterbildung Aarau seit 2003 DCM-Lehrgänge an.

## Einsatz und Verwendung
DCM ist das Instrument und die Methode, Person-zentrierte Pflege und Betreuung voranzutreiben und die Pflegenden darin zu unterstützen, eine Person-zentrierte Haltung durchgehend zu entwickeln.

## Vorgehensweise – die DCM-Evaluation
Pro Evaluation werden bis zu acht Personen mit Demenz über mindestens sechs Stunden beobachtet. Jede fünf Minuten wird pro Person ein Buchstabe vergeben, der für eine Verhaltenskategorie steht. Beispiele:
- Selbständig gehen/stehen/sich fortbewegen
- Essen/Trinken
- Arbeit oder arbeitsähnliche Tätigkeit
- Beobachten, passiv aber engagiert.
- Muße, Spass
- Direktes Einbeziehen der Sinne

Und so weiter. Es stehen 23 Verhaltenskategorien zur Verfügung.
Aus diesen Daten ist z. Bsp. erkenntlich, wie abwechslungsreich der Tag für die Einzelnen und für die Gruppe war. Jedem dieser Verhaltenscodes wird ein Wert zugewiesen, der sich aus der affektbezogenen Befindlichkeit und aus dem Kontakt/dem Anteilnehmen ergibt.
Aus diesen Werten ist ersichtlich, wie es den Personen ergangen ist, über wie lange Zeit sie z. Bsp. sehr fröhlich oder tief in einen Kontakt/eine Tätigkeit hineingezogen waren, oder wie oft und wie lange sie zurückgezogen oder unglücklich waren.

## Personale Detraktionen und Personale Aufwerter
In seinem Buch Demenz: der Person-zentrierte Ansatz im Umgang mit verwirrten Menschen (Kitwood, 2000, Original: 1997) beschreibt Tom Kitwood fünf sich überschneidende psychische Bedürfnisse, die für Menschen mit Demenz besonders bedeutsam sind:
- Geborgenheit und Wohlbehagen
- Identität
- Bindung
- Betätigung (nicht nur von Mitarbeitenden initiierte)
- Einbeziehung/Inklusion

Wenn wir dafür sorgen, dass diese Bedürfnisse befriedigt werden, tragen wir dazu bei, dass Menschen mit Demenz sich entspannt, sicher, wohl, geschätzt und nützlich fühlen. Menschen mit Demenz sind manchmal nicht fähig, von sich aus so zu handeln, dass ihre Bedürfnisse befriedigt werden.
Mit der Aufzeichnung von ‚Personalen Detraktionen‘ und ‚Personalen Aufwertern‘ wird aufgezeigt, welche Interaktionen von Pflegenden mit den Personen mit Demenz das Potential haben, Person-sein aufrechtzuerhalten und einem oder mehreren Bedürfnissen zu entsprechen oder es unberücksichtigt zu lassen.

## Person-sein
‚Stand oder Status, der dem einzelnen Menschen im Kontext von Beziehung und sozialem Sein von anderen verliehen wird. Er impliziert Anerkennung, Respekt und Vertrauen‘ (Kitwood, 2005).
Pflege- und Betreuungsfachpersonen, welche das Person-sein aufrechterhalten und den Menschen mit seinen Bedürfnissen in den Mittelpunkt stellen, unterstützen in dieser menschenwürdigen Haltung eine Lebensqualität mit der Krankheit Demenz. Sie sichern ein Leben in Würde.

## Was geschieht mit den Daten?
Die Daten werden nach der Auswertung im Team besprochen, sinnvollerweise resultiert daraus ein Handlungsplan. Die Daten bleiben dann im Heim, in der Pflegedokumentation der Bewohnerin, die Gruppenzusammenfassung in einem DCM-Ordner.
Die Pflegedienst- und die Heimleitung erhalten eine anonymisierte Zusammenfassung des Beobachteten und der daraus resultierenden Handlungsfelder.

## Beachtungsgrundsätze
- Alle Handlungen des Erkrankten haben einen Sinn und Zweck
- Die Mapperin hat dem Beobachteten gegenüber eine empathische Grundhaltung.
- Die Subjektivität des Mappers wird durch Regeln und Training diszipliniert, um die Zuverlässigkeit der Aussagen zu gewährleisten.
- Bei der Weitergabe der gesammelten Daten steht der Mapper dem Pflegeteam wertschätzend und loyal gegenüber, er hat grundlegende Kenntnisse der Gruppendynamik und ist in der Lage ein Gespräch zu moderieren.
- Die Mapperin versteht den Wechsel der Rolle von der aktiven Rolle als Pflegekraft zur passiven der Beobachterin als Herausforderung.

## Problemfelder
Das DCM ist wegen seiner Fremdwahrnehmung, die sich nicht auf verlässliche Angaben durch den Menschen mit Demenz stützen kann, sehr stark von der Sensibilität, der Empathie und der Reflexionsfähigkeit des Mappers abhängig und sollte ausschließlich durch fachweitergebildete und gerontopsychiatrisch erfahrene Pflegekräfte erfolgen.